# François Duine
François Duine, né le 8 mai 1870 à Dol-de-Bretagne (Ille-et-Vilaine) et mort le 5 décembre 1924 à Rennes, est un historien, folkloriste, philologue, prêtre et aumônier des lycées de Rennes

## Biographie

### Jeunesse
François-Marie Duine naît à Dol-de-Bretagne en 1870, d'une mère blanchisseuse  et d'un père journalier. Il fait ses études au collège de Dol, puis au petit séminaire de Saint-Méen-le-Grand. Il  entre  au  grand séminaire de Rennes en octobre 1887. Il est ordonné prêtre le 23 décembre 1893.

### Professeur et encore étudiant
Membre de l'Oratoire de France, il professe les Lettres aux collèges de Saint-Lô de 1893 à 1898, puis de Juilly de 1898 à 1901.
Un panégyrique qu'il doit prononcer à Dol le 31 juillet 1898 pour la fête patronale de saint Samson est l'occasion d'une très sérieuse étude sur « les saints celtiques ». De là datent ses recherches sur l'hagiographie bretonne, tant à la Bibliothèque nationale, qu’au British Museum, au Pays de Galles et en Cornouailles, notamment en lien avec son ami Sabine Baring-Gould.
À la suite de la dissolution de l’Oratoire, il passe cinq mois à Paris, fin 1901-début 1902, où il loge chez son frère, suivant des cours en auditeur libre dans trois établissements prestigieux : la Sorbonne, l'École des Hautes Études, le Collège de France. C'est à cette époque qu'il rencontre André Oheix, dont il est fier de « n’avoir pas été sans influence » sur ses recherches en hagiographie.

### Vicaire, aumônier des lycées de Rennes et scientifique insatiable
Son diocèse l’affecte finalement comme vicaire à Guipel de 1902 à 1904, puis quatrième vicaire à Saint-Martin de Vitré de 1904 à 1906. À partir de 1906 il devient aumônier des lycées de Rennes et le reste jusqu'à sa mort.

« Ceux qui l'ont connu se souviennent d'un prêtre qui vivait pauvrement, travaillait beaucoup et trouvait le temps de s'intéresser à ces jeunes qui voulaient profiter de sa science historique et de sa sagesse spirituelle. »

Interdit de publication par la hiérarchie ecclésiastique de 1914 à 1918, François Duine publie sous pseudonymes : Fra Deuni, abbé D., François Duynes, et surtout Henri de Kerbeuzec, comme un double à la fois bretonnant, aristocrate, et laïc.

« Un certain Renan aurait pu souscrire à ces ultima verba : « J’aime l’Église de toute mon âme. Pourtant, j’aimerais bien qu’on pût penser à l’aise sans être suspect. J’ai confiance dans le triomphe final du catholicisme évangélique. »

Son œuvre est considérable et c'est par centaines qu'on trouve, disséminés dans les revues, des articles et des notes sur les sujets les plus divers. Grand historien de la chrétienté bretonne, un siècle après, son Memento des sources hagiographiques pour l’histoire de Bretagne demeure incontournable. Georges Dottin écrit dans les Annales de Bretagne (1924, p. 629-645) : 

« Ce qui étonne le plus, dans ce prodigieux labeur, c'est que le même homme ait été capable, avec la même perfection, de recueillir des chants populaires, de dresser de scrupuleuses et abondantes bibliographies et d'écrire avec art de pénétrantes études littéraires. Tout atteste chez lui une culture générale peu commune. »

Il participe également à faire reconnaître Félicité de Lamennais. « Il a contribué plus et mieux que tout autre à faire naître le mouvement d'où est sortie la Société des amis de Lamennais » (Joseph Vendryes, Revue Celtique, vol. XLII, 1925, p. 276)

« J'ai servi ma patrie avec ma plume, et non pas sans danger, puisque j'y ai perdu mes yeux et ma tranquillité. »

Dans ses dernières années, privilégiant son œuvre d’aumônier et ses travaux hagiographiques et littéraires, c’est dès 1918 que s’arrêtent ses publications de « folklore vivant ». Toutefois un article paraît encore en 1923, au sujet de saint Tupédu, les roues de fortune, et autres pratiques bretonnes de « croix de vie ou de mort ». Il meurt d'une crise cardiaque dans la nuit du 4 au 5 décembre 1924, à Rennes, dans son appartement au 1er étage du 28 rue Saint-Hélier.

### "Où est passé François Duine...!"
Cette carte "dynamique" donne accès aux principaux endroits où il a vécu, et aussi à beaucoup d'autres qu'il a fréquentés (pour ses recherches hagiographiques, collectes de folklore, etc.

### Distinctions
- L’Académie des inscriptions et Belles Lettres lui a décerné, en 1923, une médaille
- Juste avant sa mort, il allait bientôt recevoir le titre de « Correspondant de l’Institut »[9]

## Choix de publications
- Georges Collas, « Bibliographie des œuvres de l’abbé F. Duine » in Annales de Bretagne et des pays de l'Ouest, t. 38-1, 1928, p. 96-126[10]
- François Duine, Bernard Heudré (éd.) et André Dufief (éd.) (postface Pierre Riché), Souvenirs et observations de l'abbé François Duine, Rennes, Presses universitaires de Rennes, coll. « Mémoire commune », 2009, 352 p. (EAN 9782753509603, lire en ligne).

### Folklore
- Locutions populaires du pays de Dol-en-Bretagne, Caillère, 1894
- Légendes péruviennes, Mame, 1896[11]
- Henri de Kerbeuzec, Cojou-Breiz, Plougasnou-Paris, Librairie Émile Bouillon éditeur, 1896
- Elvire de Cerny, Contes et légendes de Bretagne, Paris, Lechevalier, 1899, in-8°, préface et notes de François Duine
  - ces 2 ouvrages Cojou Breiz, et Contes et Légendes de Bretagne reparaissent en 1999 chez Rue des Scribes Éditions
- Nombreux articles de folklore dans diverses revues, notamment la Revue des Traditions Populaires, les Annales de Bretagne, L'Hermine, La Tradition, R.B.V.A.-Revue de Bretagne, de Vendée et d’Anjou, R.P.O.-Revue illustrée des Provinces de l'Ouest.
- Contributions diverses aux Annales de la Société historique et archéologique de l'Arrondissement de Saint-Malo, Bulletin et mémoires de la Société archéologique du département d'Ille-et-Vilaine.
- Les légendes du pays de Dol en Bretagne, illustrations de Antoine Dos, éd. Association François Duine, 1963
- Contes, légendes, chansons et « notes de folk-lore » : Traditions populaires recueillies en Bretagne entre 1890 et 1924, co-édition Dastum & P.U.R.-Presses Universitaires de Rennes, collection Patrimoine Oral de Bretagne, 2025.

### Hagiologie
- Saint Samson, Imprimerie Fr. Simon, Rennes, 1898 
  - rééd. L. Bahon-Rault 1909, rééd. par Charles Mendès, Librairie de Bretagne, Rennes, 1971.
- Saint Samson et sa légende, Imprimerie Fr. Simon, Rennes, 1900
- Le culte de Saint Samson à la fin du Xe siècle, Imprimerie Oberthur, Rennes, 1902
- Bréviaires et Missels des églises et abbayes bretonnes de France, antérieurs au XVIIe siècle, impr. Prost, Rennes, 1905
- Les saints de Bretagne. Saint Samson (+ Culte de Saint Samson + Bibliographie), Par M. l’Abbé Duine, éd. Bahon-Rault, Rennes, 1909 [rééd. par Charles Mendès, Librairie de Bretagne, Rennes, 1971]
- Les saints de Bretagne – Saints de Domnonée, notes critiques, éd. Bahon-Rault, Rennes, 1912
- Vie antique et inédite de S. Turiau, évêque-abbé de Bretagne, Bulletins régionaux de la Société d'archéologie du département d'Ille-et-Vilaine, tome XLI, 2e partie, Rennes 1912, pp. 1-48
- Questions d’hagiographie et vie de saint Samson, Librairie Honoré Champion, Paris, 1914
- Mémento des Sources Hagiographiques de l’histoire de Bretagne — 1ère partie. Les fondateurs et les primitifs (du Ve au Xe siècle), Vatar, Rennes, 1918
- Catalogue des sources hagiographiques pour l'histoire de Bretagne jusqu'à la fin du XIIe siècle, Honoré Champion, 1922
- Inventaire liturgique de l'hagiographie bretonne, Honoré Champion, 1922
- Hommage à François Duine (1870-1924), Pecia. Le livre et l’écrit, 2023, Vol. 26. Plusieurs de ses champs de recherche sont abordés au fil de 7 contributions. Brepols 2024-12 (ISBN 978-2-503-60875-4)

### Sociologie
- Un village de France, Guipel, impr. Simon, Rennes, 1903[12]
- Les Communes rurales en Bretagne, Guipel des origines jusqu'à nos jours ; le XVIIIe siècle et la Révolution dans les campagnes, l'après-guerre, documents inédits, Impr. Oberthür, Rennes, 1924[13]

### Histoire
- Un politique et un orateur au XVIIe siècle, Cohon, évêque de Nîmes et de Dol, essai de bio-bibliographie avec documents inédits, impr. de F. Simon, Rennes, 1902
- Histoire du livre à Dol du XVe au XVIIIe siècle, imprimerie Oberthur, 1906
- Saint-Martin de Vitré, les généraux des paroisses bretonnes, Éd. J. Gamber, Paris, 1907[14]
- L'Angélus en Bretagne, origines historiques, impr. Oberthür, Rennes, 1908
- Histoire civile et politique de Dol jusqu’en 1789, Paris, 1911[15]
- Le schisme breton, l'église de Dol au milieu du IXe siècle d'après les sources, Rennes, 1915[16]
- La Métropole de Bretagne. Chronique de Dol, composée au XIe siècle, et catalogues des dignitaires jusqu'à la Révolution, Honoré Champion, Paris, 1916[17]
- Histoire féodale des marais, territoire et église de Dol. Enquête par tourbe ordonnée par Henri II, roi d’Angleterre (Bibliothèque de l’École des Chartes), par Jean Allenou, 1917[18]
- Lettres et notes du temps de la grande guerre, éd. À l’ombre des mots, 2023 (préface et notes d'Erwan Le Gall, docteur en Histoire contemporaine)

### Études menaisiennes
- La Mennais, sa vie, ses idées. Pages choisies (en collaboration avec A. Molien), Lyon, Vitte, 1898[19]
- La Mennais : l’homme et l’écrivain. Pages choisies, Lyon, Vitte, 1912
- Documents ménaisiens (Lettres inédites de La Mennais et de Lacordaire. – Le gouvernement de Louis-Philippe et l'Avenir. – Un article inédit du Peuple Constituant), Champion, Paris, 1919[20]
- La Mennais, sa vie, ses idées, ses ouvrages (d’après les sources imprimées et les documents inédits), Garnier, 1922[21]
- Essai de bibliographie de Félicité Robert de La Mennais (comprenant plus de 1 300 articles, brochures ou livres, avec des fac-similés, de son écriture, et de l'écriture de son frère Jean et de son oncle des Saudrais), Garnier, 1923[22]

### Opuscules au nom de «Un aumônier de Lycée»
- Petit manuel du jeune pénitent, Oberthur, 1908 (un exemplaire est consultable à la Bibliothèque Municipale de Rennes : cote 94 137)
- Petit traité des passions, Bloud et Gay, 1913
- Petit traité de l’orgueil, Bloud et Gay, 1913
- L'avarice et la question d'argent, Bloud et Gay, 1913
- La luxure et le respect de soi-même, Bloud et Gay, 1913

### Divers
- Petit Guide du touriste archéologue. Dol de Bretagne ; son histoire, ses monuments, ses alentours, Impr. de Bilard-Gazenger, Dol (s. d.)
- Lettres inédites concernant l'histoire ou la littérature du XVIIIe   au   XIXe siècle. Chateaubriand, Duclos, La Chalotais, Fontenelle. Le dernier évêque de Léon et la contrefaction des assignats. Népomucène Lemercier et le mari d'Elvire. M. Pinson, de Dol, et les petites nouvelles de Rennes en 1773. Correspondance d'un commissaire du Directoire..., Impr. du "Journal de Rennes", 1914

## Postérité

### Espace public
Au moins quatre communes gardent souvenir de François Duine dans leur espace urbain. Il existe une rue François-Duine à Rennes, une rue Abbé François Duine à Dol-de-Bretagne, une allée François Duine à  Quimper et une place François Duine à Guipel.

### Association François Duine
Une « Association François Duine » a été créée en 1954, à l'initiative de Claude-Henry Galocher, en lien avec Tony Le Montréer. Depuis 1973 elle publie diverses contributions concernant l'histoire et le patrimoine du pays de Dol dans son magazine Le Rouget de Dol. L'association organise aussi (souvent en collaboration) des expositions, conférences, promenades d'études, etc.

### Recherche et édition
Les travaux fondamentaux de François Duine concernant l'hagiographie ne cessent de nourrir les recherches scientifiques en la matière, en particulier avec le CIRDoMoC  (Centre International de Recherche et de Documentation sur le Monachisme Celtique). Jean-Luc Deuffic lui rend hommage en 2014 en préface de son Inventaire des livres liturgiques de Bretagne : « Les études du clericus dolensis demeurent encore aujourd’hui la base de toute recherche sur l’hagiographie et la liturgie ancienne de la Bretagne. »
Plus diffus (et surtout dispersés dans de multiples articles de revues, voire quelques manuscrits inédits), ses collectes de folk-lore sont au programme d'une anthologie sous l'égide de l'association Dastum. Une rubrique « Miettes de folklore », ouverte dans Le Rouget de Dol depuis fin 2018, restitue divers aspects de ses travaux, étayés d'éclairages complémentaires, tant locaux qu'internationaux (contes, croyances, linguistique, chansons, etc.)
Archives conservées principalement par la Bibliothèque Universitaire de Rennes Centre (rue Lesage), fonds anciens, fonds François Duine.

### Radio
- Hommage à François Duine, folkloriste breton, émission "À l'écoute des paysages", du jeudi 16 décembre 1954, de 19h05 à 20h, radio "Paris Inter" (rediffusion de l'émission de radio "Rennes-Bretagne", du dimanche 5 décembre 1954, durée : 1 h), Textes et présentation de Claude Galocher et Louis-Roger, musique de Marie Drouart (Archives Départementales d'Ille-et-Vilaine, cote : 17J-135)
- Hommage à François Duine, Récit portrait (29 min 30 s), diffusion Radio Armorique, 01/06/1970 (Notice INA : PRF11002976)[25]

### Le prix François-Duine
« Le prix François Duine est attribué à une personnalité originaire du Pays de Dol qui s'est distinguée sur le plan national ou régional à l'attention de ses concitoyens et a ainsi contribué au renom du pays dolois. » 
6 récipiendaires connus :
- 1961 - Tony Le Montréer, historien, documentaliste, Directeur du Centre de Recherches historiques de l'Ouest : « pour l'ensemble de son œuvre historique et folklorique ».
- 1962 - Henri Busson, professeur honoraire à la Faculté des Lettres d'Alger, Docteur ès-Lettres, Historien de la Littérature : « pour l'ensemble de son œuvre littéraire ».
- 1963 - Fred Orain, ingénieur E.B.P. - I.E.G. - E.S.E., Producteur de films. Président de la Commission Supérieure du Cinéma français : « pour l'ensemble de son œuvre cinématographique ».
- 1964 - Jean Langlais, organiste, compositeur : « pour l'ensemble de son œuvre musicale »[27].
- 1965 - Paul Lebois, romancier : « pour l'ensemble de son œuvre littéraire ».
- 1966 - Angèle Vannier, femme de Lettres « pour l'ensemble de son œuvre poétique ».